# 黃裙脈粉蝶
黃裙園粉蝶（學名：Cepora iudith，別名：黃裙粉蝶、下黃(翅)粉蝶、下黃白蝶）在台灣又名黃裙脈粉蝶，是粉蝶科的一種蝴蝶，是園粉蝶屬的一種。分佈於生物地理分佈區的東洋界，包括台灣、中南半島至菲律賓群島和馬來群島等地，模式產地為印尼爪哇島。
中型粉蝶。前翅背面呈白色，具少量黑色脈狀紋理，前緣灰色，頂角及外緣黑色；後翅前半部份白色，後半鮮黃色，外緣黑色。前翅腹面前翅前緣、頂區及鄰近翅脈黑褐色，頂區具有黃色斑紋；後翅鮮黃色，具有少量黑脈，外緣寬褐色邊，邊內鑲嵌黃色斑紋。雌蝶背面前翅頂角及外緣具有寬闊的褐色邊，後翅黃色暗淡，褐邊寬。
一年多代。成蝶好訪花，雄蝶有溼地吸水習性。幼蟲的寄主為白花菜科（Capparaceae，又稱山柑科）中山柑屬（Capparis）的植物，包括蘭嶼山柑（C. lanceolaris）、毛蕊山柑（C. pubiflora），取食部位為新芽及幼葉之葉片。

## 形態
驅體背面黑褐色，覆有黃白色毛及鱗片；腹面於雄蝶為淡黃色，雌蝶為白色。雄蝶翅背面底色白色，前翅及部分後翅翅脈覆暗色鱗。前翅翅頂及外緣有黑褐色紋；翅中央偏外側有一模糊的黑褐色線紋。後翅前緣及外緣有黑邊，翅面橙黃色。前翅腹面底色白色，翅頂內側有一黑褐色短條其外側的斑紋黃色。後翅斑紋色彩與翅背面相似，但翅面黃色，且翅前緣外側及M2室外側有褐色紋雌蝶翅外緣黑褐色斑紋較雄蝶發達，後翅翅面黃色部分呈淺黃色。旱季型黑褐色斑紋減退，尤其是雌蝶。
兩性異形，雌雄斑紋相異。雌蝶黑褐色斑紋遠較雄蝶發達，後翅翅面黃色部分色調較淺。雄蝶腹部腹面淡黃色，雌蝶則為白色雌蝶腹部腹面有白色墊狀發香鱗塊，雄蝶則無此構造。 

## 習性
雌蝶將卵產於寄主植物的嫩葉或新芽，小幼蟲停棲在嫩葉上表面中肋處，終齡幼蟲仍保有這個習性，但少部分會躲藏在枝條處。化蛹前幼蟲會爬離嫩葉，在低矮隱密的葉片或是莖上化蛹，蛹背部有白色斑塊，斑塊形狀多變。

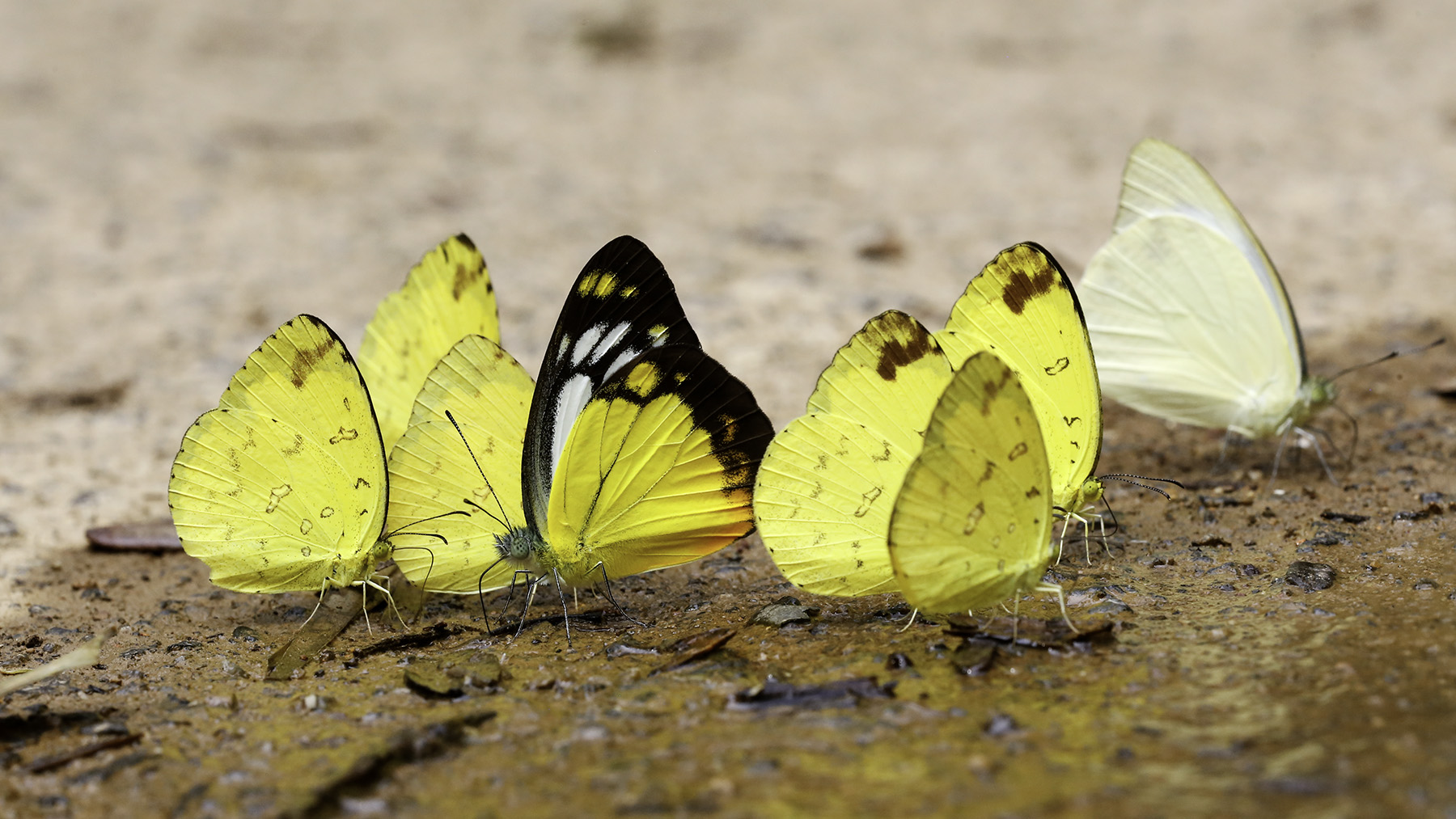
群集吸水

## 亞種
共32個亞種，按發表日期順序如下：
- C. n. iudith 指名亞種
- C. n. olga 台灣亞種 (Eschscholtz, 1821)
- C. n. lea (Doubleday, 1846)
- C. n. amalia (Vollenhoven, 1865)
- C. n. naomi (Wallace, 1867)
- C. n. selma (Weymer, 1885)
- C. n. oberthueri (Röber, 1891)
- C. n. eirene (Doherty, 1891)
- C. n. malaya (Fruhstorfer, 1899)
- C. n. siamensis (Butler, 1899)
- C. n. hespera (Butler, 1899)
- C. n. ethel (Doherty, 1891) 又名埃塞爾園粉蝶
- C. n. olgina (Staudinger, 1889)
- C. n. natuna (Fruhstorfer, 1899)
- C. n. montana (Fruhstorfer, 1899)
- C. n. meridionalis (Fruhstorfer, 1899)
- C. n. zisca (Fruhstorfer, 1899)
- C. n. aga (Fruhstorfer, 1903)
- C. n. anatis Fruhstorfer, 1910
- C. n. rhemia Fruhstorfer, 1910
- C. n. poetelia Fruhstorfer, 1910
- C. n. orantia Fruhstorfer, 1910
- C. n. irma Fruhstorfer, 1910
- C. n. phokaia Fruhstorfer, 1910
- C. n. vaga (van Eecke, 1918)
- C. n. lamponga (Martin, 1919)
- C. n. batucola (Strand, 1922)
- C. n. talboti Corbet, 1937
- C. n. mentawaica Hanafusa, 1994
- C. n. belitungensis Hanafusa, 1999
- C. n. jemajaensis Hanafusa, 1999
- C. n. beta Abang, Treadaway & Schröder, 2004

## 文獻
- 周尧 (编).  1. 河南科学技術出版社. 1994: 255 （中文（中国大陆））.

## 外部連結
- 维基共享资源上的相關多媒體資源：黃裙脈粉蝶
- 維基物種上的相關：黃裙脈粉蝶